# اباستومانی (شهرداری آدیگنی)
اباستومانی (به لاتین: Abastumani) یک منطقهٔ مسکونی در گرجستان است که در شهرداری آدیگنی واقع شده‌است. اباستومانی ۲۵۶ نفر جمعیت دارد و ۱٬۱۶۰ متر بالاتر از سطح دریا واقع شده‌است.